# Mosna (Serbia)
Mosna (cyr. Мосна) – wieś w Serbii, w okręgu borskim, w gminie Majdanpek. W 2011 roku liczyła 720 mieszkańców.